# کردیت لیون
کردیت لیونه (انگلیسی: Crédit Lyonnais) شرکت خدمات مالی فرانسوی است، که در سال ۱۸۶۳ تأسیس شد.